# Albert Hackett
 (mars 2022).
Si vous disposez d'ouvrages ou d'articles de référence ou si vous connaissez des sites web de qualité traitant du thème abordé ici, merci de compléter l'article en donnant les références utiles à sa vérifiabilité et en les liant à la section « Notes et références ».
Pour les articles homonymes, voir Hackett.
Albert Hackett, né le 16 février 1900 à New York, État de New York et mort le 16 mars 1995 à New York, est un scénariste, acteur et dramaturge américain.

## Biographie
Les Hackett partent à Hollywood à la fin des années 1920 pour écrire le scénario pour leur premier succès Up Pops the Devil pour Paramount Pictures. En 1933, ils signent un contrat avec MGM et restent avec eux jusqu'en 1939. Parmi leurs premiers travaux, il écrit The Thin Man (1934). Ils sont encouragés par le directeur W. S. Van Dyke pour utiliser le livre de Dashiell Hammett comme seule base et pour se concentrer sur les dialogues des personnages principaux, Nick and Nora Charles (joué par William Powell et Myrna Loy). Le film était un des meilleurs de l'année, et le scénario, considéré comme monter les relations modernes d'une façon réaliste pour la première, était considéré comme une inauguration. Cependant il s'agit peut-être du seul qu'a été écrit et réalisé avant le code de production d'Hollywood Production Code qui censura tous les films de la mi 1934 jusqu'au début des années 1960.

## Filmographie

### comme scénariste
- 1931 : Up Pops the Devil[1]
- 1933 : Le Secret de Madame Blanche (The secret of Madame Blanche)
- 1933 : Penthouse
- 1934 : Les Amants fugitifs (Fugitive Lovers), de Richard Boleslawski
- 1934 : L'Introuvable (The Thin Man)
- 1934 : Jours heureux (Hide-Out)
- 1934 : La Passagère (Chained)
- 1935 : La Fugue de Mariette (Naughty Marietta)
- 1935 : Impétueuse Jeunesse (Ah, Wilderness!)
- 1936 : Rose-Marie
- 1936 : La Petite Provinciale (Small Town Girl)
- 1936 : Nick, gentleman détective (After the thin Man) de W. S. Van Dyke
- 1937 : L'Espionne de Castille (The Firefly)
- 1939 : Avocat mondain (Society Lawyer), d'Edwin L. Marin
- 1939 : Nick joue et gagne (Another Thin Man)
- 1944 : Les Nuits ensorcelées (Lady in the dark)
- 1944 : The Hitler Gang
- 1946 : Le Traître du Far-West (The Virginian)
- 1946 : La vie est belle (It's a Wonderful Life)
- 1948 : Belle Jeunesse (Summer Holiday)
- 1948 : Le Pirate (The Pirate)
- 1948 : Parade de printemps (Easter Parade)
- 1949 : Amour poste restante (In the Good Old Summertime)
- 1950 : Le Père de la mariée (Father of the Bride)
- 1951 : Allons donc, papa ! (Father's Little Dividend)
- 1951 : L'Âge d'aimer (Too Young to Kiss) de Robert Z. Leonard
- 1954 : Donnez-lui une chance (Give a Girl a Break)
- 1954 : La Roulotte du plaisir (The Long, Long Trailer)
- 1954 : Les Sept Femmes de Barbe-Rousse (Seven Brides for Seven Brothers)
- 1956 : Gaby de Curtis Bernhardt
- 1958 : Un certain sourire (A Certain Smile)
- 1959 : Le Journal d'Anne Frank (The Diary of Anne Frank)[2]
- 1962 : Five Finger Exercise
- 1980 : Le Journal d'Anne Frank (The Diary of Anne Frank) (téléfilm)
- 1991 : Le Père de la mariée (Father of the Bride)

### comme acteur
- 1912 : A College Girl : le garçon
- 1912 : The Violin's Message : le plus jeune frère
- 1912 : The Wooden Bowl
- 1912 : The Spoiled Child
- 1912 : Just Pretending : le petit garçon
- 1912 : Two Boys
- 1913 : Annie Rowley's Fortune
- 1913 : The School Principal
- 1915 : The House Party
- 1915 : Black Fear : George Martindale
- 1917 : The Boy Who Cried Wolf, or The Story of a Boy Scout
- 1918 : The Venus Model de Clarence G. Badger : garçon
- 1919 : Come Out of the Kitchen : Charles Daingerfield
- 1919 : The Career of Katherine Bush : Bert Bush
- 1919 : Anne of Green Gables : Robert
- 1920 : Away Goes Prudence : Jimmie Ryan
- 1920 : The Good-Bad Wife : Leigh Carter
- 1921 : Rêve de seize ans (Molly O') de F. Richard Jones : Billy O'Dair
- 1922 : The Country Flapper : un autre frère
- 1922 : A Woman's Woman : Kenneth Plummer
- 1922 : The Darling of the Rich : Fred Winship
- 1930 : Whoopee! : Chester Underwood

## Théâtre
- 1932 : Bridal Wise, en collaboration avec Frances Goodrich, au Cort Theatre à Broadway, mise en scène de Frank Craven[3] puis reprise au El Capitan Theatre à Hollywood, première le 22 janvier 1933, mise en scène de Russell Fillmore[4].